# Piper rubribaccum
Piper rubribaccum är en pepparväxtart som beskrevs av William Trelease. Piper rubribaccum ingår i släktet Piper och familjen pepparväxter. Inga underarter finns listade i Catalogue of Life.